# Ionia (Michigan)
Ionia település az Amerikai Egyesült Államok Michigan államában, Ionia megyében, melynek megyeszékhelye is. Lakosainak száma 13 378 fő (2020. április 1.).

## Népesség
A település népességének változása:

| 2010 | 11 394 |
| 2020 | 13 378 |